# 959-й истребительный авиационный полк ПВО

959-й истребительный авиационный полк ПВО (959-й иап ПВО) — воинская часть истребительной авиации ПВО, принимавшая участие в боевых действиях Великой Отечественной войны.

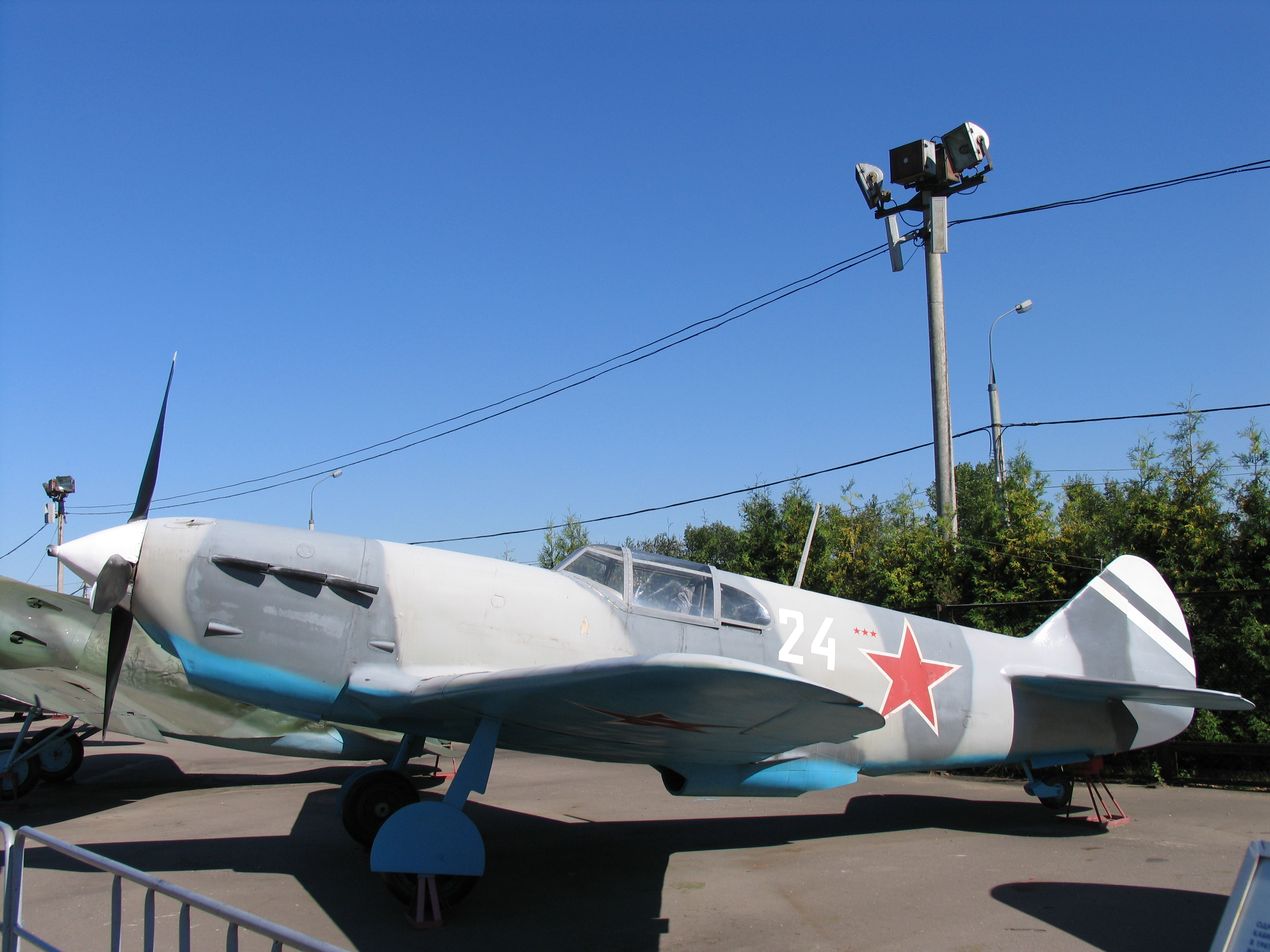
Самолет ЛаГГ-3. Такими самолётами полк был вооружен при формировании.

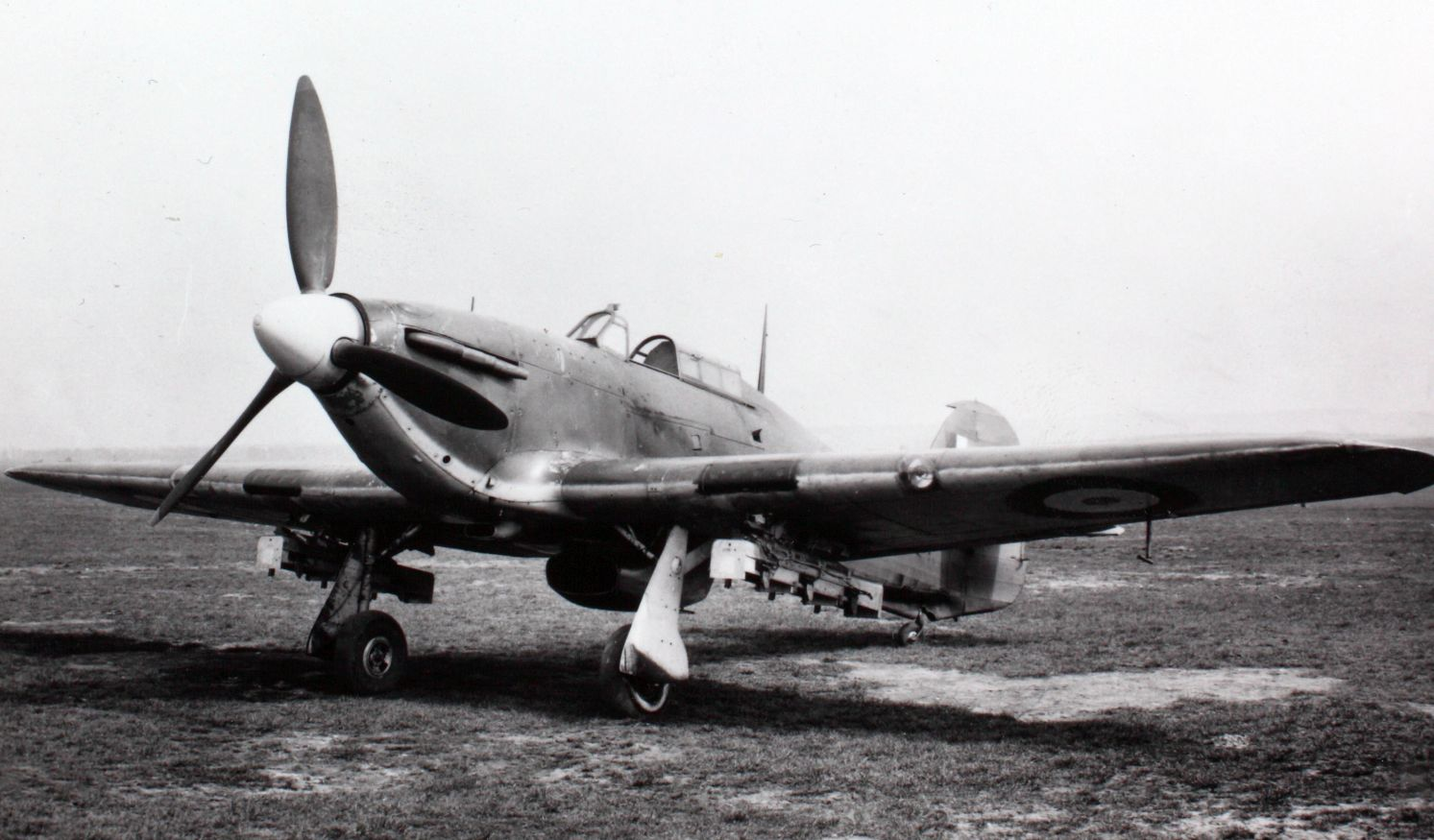
Самолетами Hawker Hurricane полк был вооружен при формировании.

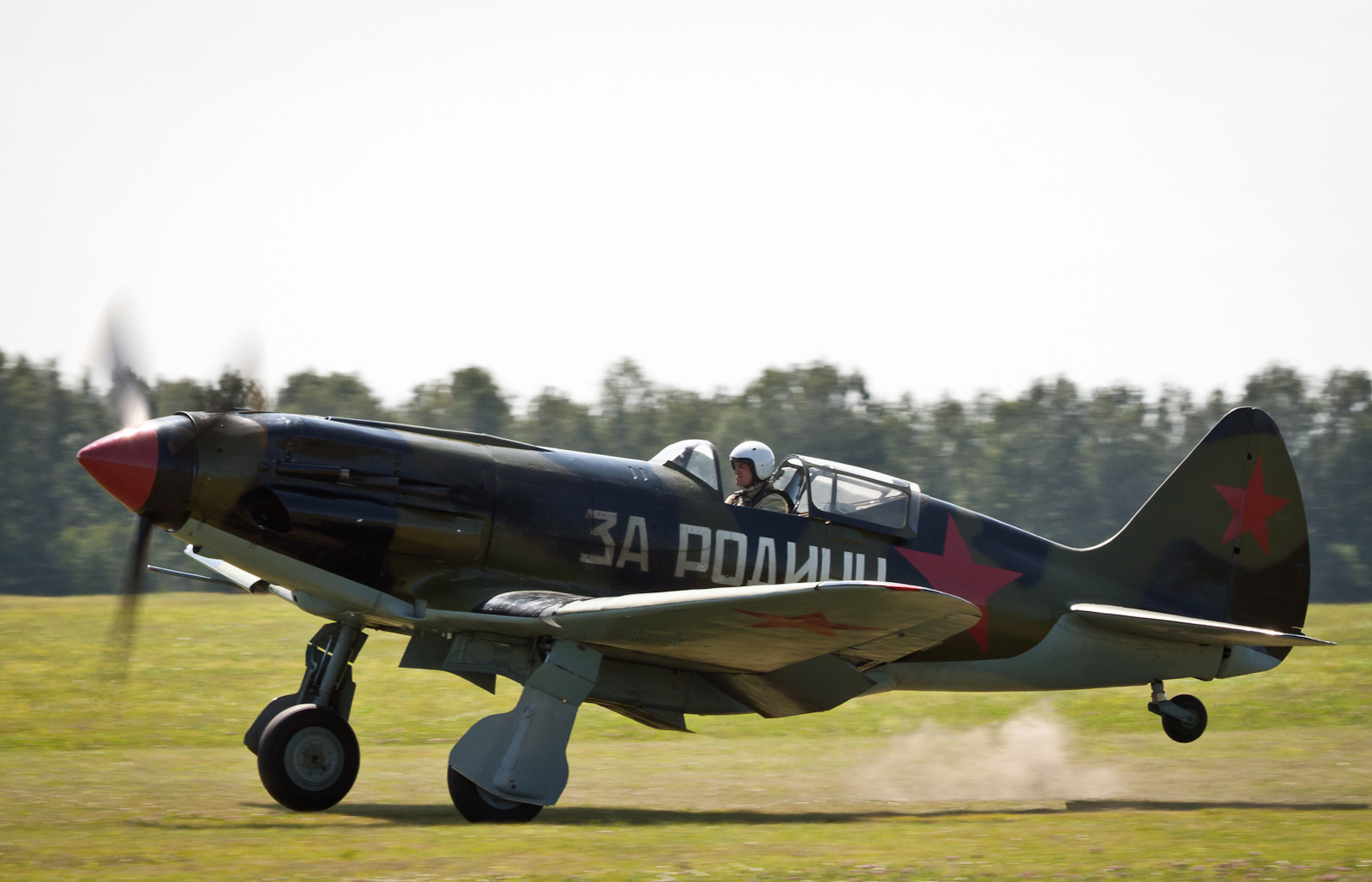
Самолёт МиГ-3. Такими МиГ-3 полк пополнен в августе 1942 года.

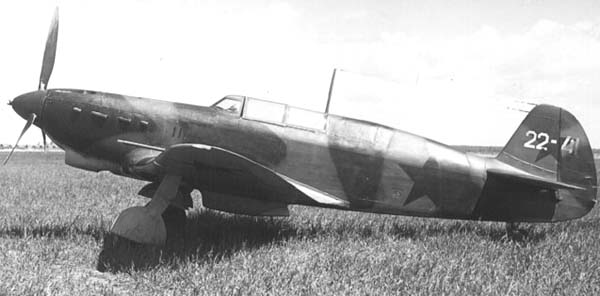
Самолет Як-7б. Эти самолёты полк получил в конце мая 1944 года.

## Наименования полка
- 959-й истребительный авиационный полк ПВО[1][2].
- 959-й истребительный авиационный полк[1][2];
- Войсковая часть (полевая почта) 40520[1][2].

## История и боевой путь полка
959-й истребительный авиационный полк сформирован в период с 12 по 31 июля 1942 года по штату 015/174 на самолётах «Харрикейн» и ЛаГГ-3 в составе 147-й истребительной авиадивизии ПВО на аэродроме Дядьково (Ярославль) на основании устного распоряжения заместителя Командующего ИА ПВО ТС и приказа командира 147 иад № 0082 от 12.07.1942 из оставшегося личного состава и матчасти 4-го и 721-го иап, убывших на фронт.
12 августа 1942 года полк вступил в боевые действия в составе 147-й истребительной авиадивизии ПВО Рыбинско-Ярославского района ПВО на самолётах «Харрикейн» и ЛаГГ-3. 16 августа переформирован по штату 015/134, пополнен самолётами МиГ-3. 18 августа 1-я эскадрилья (8 летчиков на «Харрикейнах» и ЛаГГ-3) убыла в распоряжение командира 102-й истребительной авиадивизии ПВО Сталинградского района ПВО. 25 сентября 1-я эскадрилья (9 летчиков и 8 МиГ-3) передана на укомплектование 439-го иап,
прибывшего со Сталинградского фронта. 13 ноября 1942 года 2-я эскадрилья передана в распоряжение командира 439-го иап.
Первая известная воздушная победа полка в Отечественной войне одержана 25 мая 1943 года: старший сержант Круглов, пилотируя «Харрикейн», в ночном воздушном бою в районе Ярославля сбил немецкий бомбардировщик He-111.
29 июня 1943 года полк вместе с дивизией вошел в состав войск вновь образованного Западного фронта ПВО. 31 августа переформирован по штату 015/325. В ноябре 1-я эскадрилья летчиков-ночников (10 человек) выбыла в распоряжение командира 122-й истребительной авиадивизии ПВО ПВО Мурманского района ПВО.
В апреле 1944 года в связи с реорганизацией войск ПВО страны полк вместе с дивизией включен в 80-ю дивизию ПВО Северного фронта ПВО (образован 29.03.1944 г. на базе Восточного и Западного фронтов ПВО). 31 мая полк получил 16 истребителей Як-7б. С 7 июля полк передан в состав 328-й истребительной авиадивизии ПВО, перебазировался на аэродром Смоленск-Северный. Полк имел в боевом составе 20 Як-7б, 1 Як-9 и 10 Харрикейн, летчиков — 30.
С августа 1944 года полк в составе дивизии выполнял боевую задачу по прикрытию железнодорожных узлов Смоленск и Рославль. Также стояла боевая задача не допустить пролёта вглубь территории страны.
В 1944 году полк готовился к отражению самолётов-снарядов Фау-1 V-1 (A-2, Fi-103 «Физелер-103» (Fieseler Fi 103R Reichenberg), FZG 76) и их носителей при взаимодействии с наземными средствами ПВО.
День Победы 9 мая 1945 года полк встретил на аэродроме Смоленск-Северный.
Всего в составе действующей армии полк находился: с 12 августа 1942 года по 31 декабря 1943 года и с 13 июня 1944 года по 9 августа 1944 года.
Всего за годы войны полком:
- Совершено боевых вылетов — 677
- Проведено воздушных боев — 23
- Сбито самолётов противника — 12 (все бомбардировщики, ночью)
- Свои потери (боевые): летчиков — нет, самолётов — 1.

## Командир полка
- капитан, майор Крымов Георгий Николаевич[1], 12.07.1942 — 11.08.1943
- майор Диденко Гавриил Власович[1], 29.08.1943 — 09.04.1944
- майор Чернобаев Иван Вакулович[1], 09.04.1944 — 09.05.1944
- майор Ломовцев Николай Гаврилович[1], 09.05.1944 — 24.08.1944
- майор Константинов Александр Матвеевич[1], 24.08.1944 — 03.1946

## Послевоенная история полка
После войны полк продолжал входить в состав 328-й истребительной авиационной дивизии ПВО. С 10 июня 1945 года полк и дивизия вошли в состав 20-й воздушной истребительной армии ПВО Западного округа ПВО. В марте 1946 года 960-й истребительный авиационный полк ПВО директивой Командующего ИА ПВО ТС № 265186 от 18.01.1946 г. расформирован в 328-й иад ПВО на аэродроме Балбасово.

## Лётчики-асы полка
Лётчики-асы полка, сбившие более 5 самолётов противника в воздушных боях.

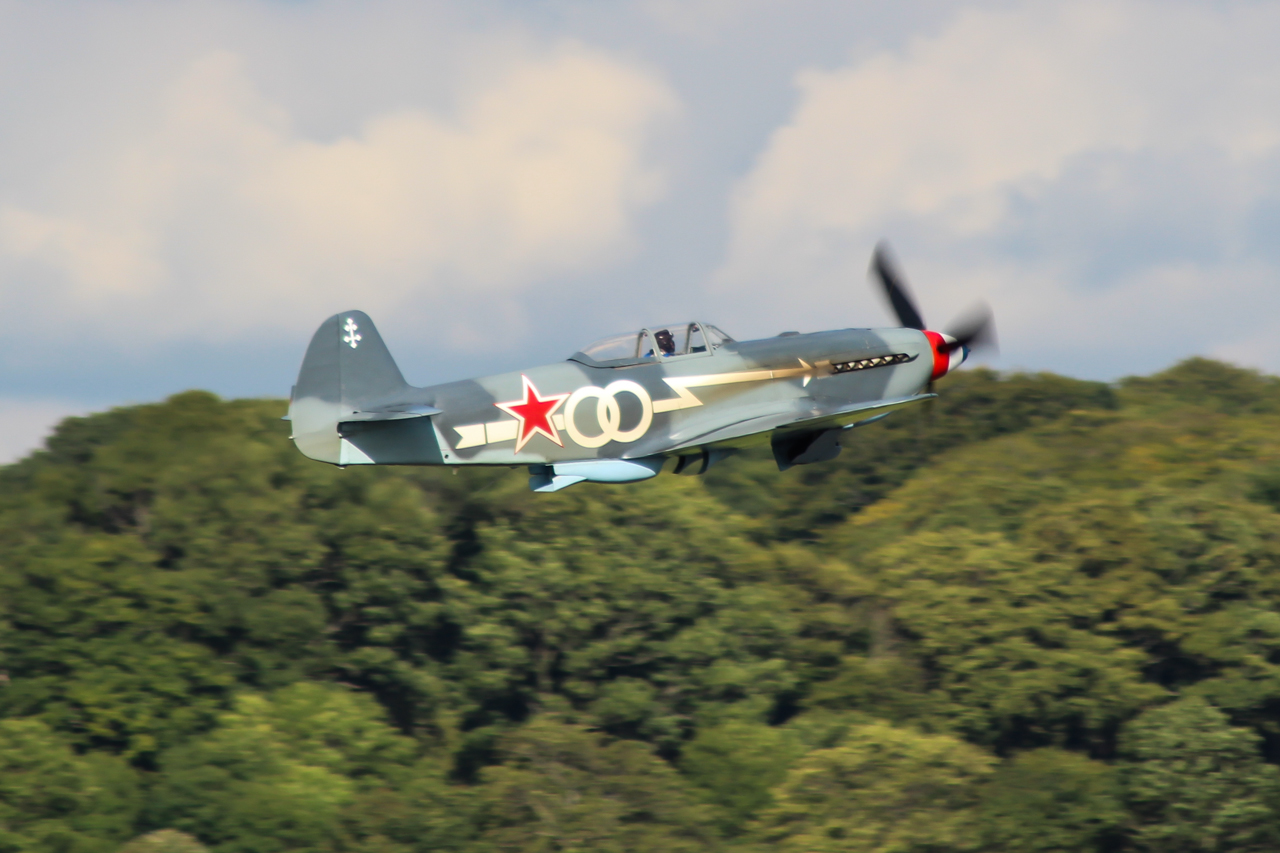
Самолет Як-9. Такими самолётами полк был пополнен в 1944 году.

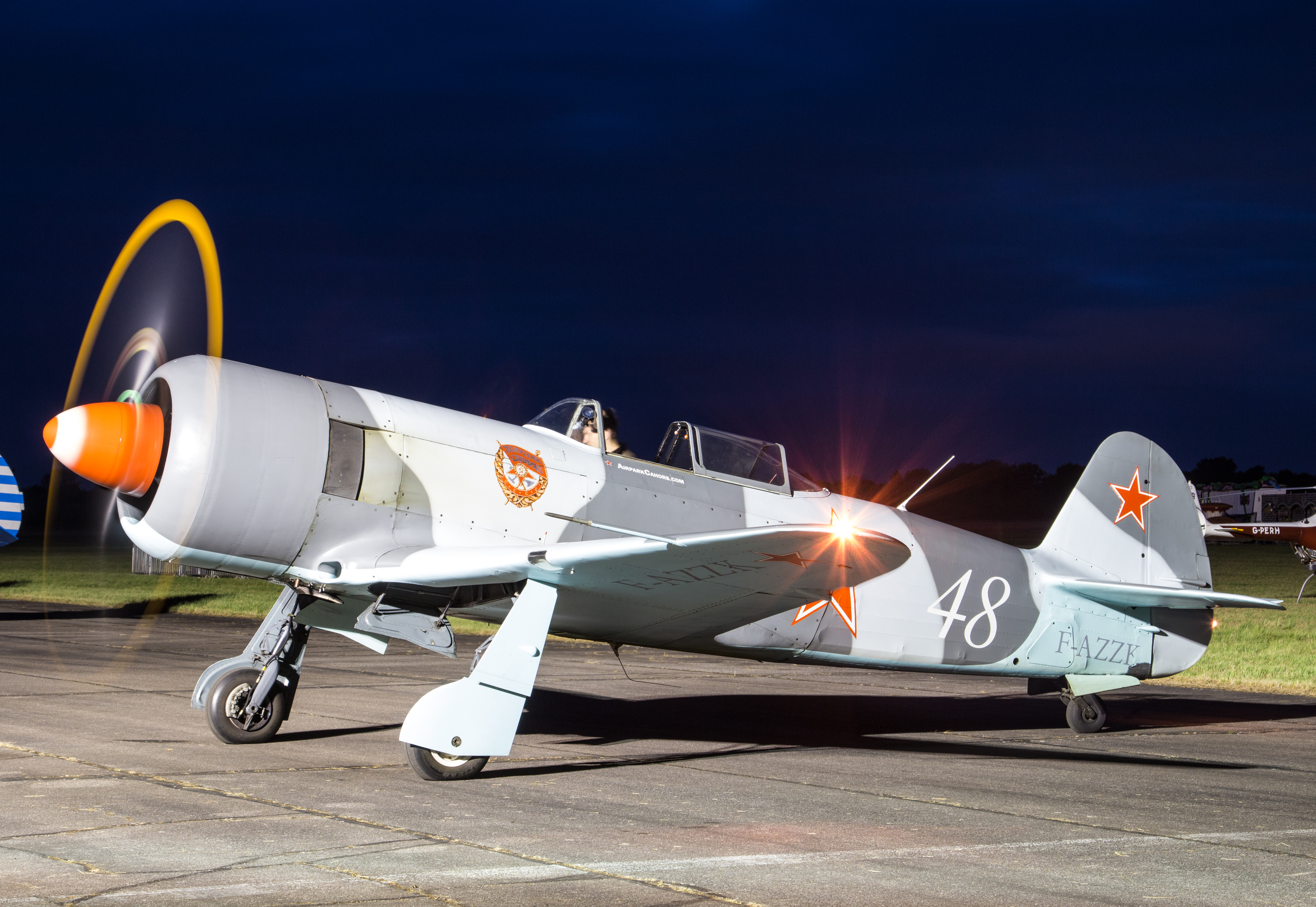
Самолет Як-3. Такими самолётами полк был пополнен в конце 1944 года.

| Фамилия, имя отчество    | Награды | Сбито самолётов (+ в группе) | Примечание                                                                 |
| ------------------------ | ------- | ---------------------------- | -------------------------------------------------------------------------- |
| Диденко Гавриил Власович |         | 16 + 32                      | Командир полка: август 1943 — март 1944. «Харрикейн». Боевых вылетов: 381. |